# Turkiets Davis Cup-lag
Turkiets Davis Cup-lag styrs av turkiska tennisförbundet och representerar Turkiet i tennisturneringen Davis Cup, tidigare International Lawn Tennis Challenge. Turkiet debuterade i sammanhanget 1948 och har nått semifinal i Euroa-Afrikazonens Grupp II.